# EMERLEC-30
L'EMERLEC-30 è un sistema di artiglieria contraerei navale di piccolo calibro, costruito dalla Emerson Electric (Stati Uniti) utilizzando due bocche da fuoco Oerlikon KCB (Svizzera) su un affusto singolo ruotante. Il sistema è stato progettato per coprire lo spazio tra le mitragliere azionate a mano e i complessi CIWS, che sono utili ma solo se sono collegati con apparati di tiro adatti all'ingaggio di bersagli navali.

## Storia
L'impianto è stato progettato per l'utilizzo su mezzi navali leggeri, tipo unità di pattugliamento costiero o di interdizione di acque chiuse. Il sistema comprende due blocchi distinti, ed ha un peso di 1 905 kg senza munizioni ed operatore. La parte inferiore, che si trova sotto il piano di coperta, contiene il tamburo del munizionamento di riserva, pari a 1 970 colpi (985 per arma), e il sistema di alimentazione delle armi.
La parte superiore, girevole per 360°, è composta da una cabina chiusa (vetrata) per l'operatore, che, in questo modo è protetto dalle intemperie. Il complesso può essere comandato, oltre che localmente dal servente, direttamente dalla centrale di tiro della nave. La velocità angolare sia in brandeggio sia in elevazione è di 80 gradi/s, la celerità di tiro è di 600 colpi/min per arma. L'armamento del complesso è costituito da 2 cannoni Oerlikon KCB cal.30 mm, dotati di cadenza di tiro di 600 colpi al minuto l'uno, sparanti granate dal peso compreso fra 350 e 420 grammi l'una. La portata utile, con munizionamento tipico, è di circa 3 km.
Il servente, entro la sua cabina fornita di tergicristallo, ha un sistema di controllo del tiro basato su di un congegno a puntamento ottico con girostabilizzatore e funzionamento a riflessione. Le armi sono appena dietro la cabina su bracci di supporto. Il sistema d'arma può sparare tutti i 1 970 proiettili in dotazione senza ricorrere all'energia elettrica della nave, in quanto dotato di proprie batterie di accumulo, posizionate concentriche al tamburo. Il doppio sistema di alimentazione del cannone consente di sparare con un'arma anche quando l'altra è in avaria.

## Impiego operativo
Essenzialmente utilizzato da navi di dimensioni relativamente piccole, è stato esportato in una decina di Nazioni e usato anche come artiglieria per alcune classi di pattugliatori della Guardia costiera degli Stati Uniti, con entrata in servizio nel 1975, dopo circa 7 anni dalla progettazione della mitragliera.  La designazione americana dell'artiglieria è EX Mk 74 Mod.0. Le altre nazioni che lo hanno immesso in servizio sono, tra l'altro, Etiopia, Corea del Sud, Taiwan, Filippine (pattugliatori Classe Kagitingan).

### Periodici
- EMERLEC-30: i colpi di pronto impiego, in Aviazione & Marina, n. 11, Monaco, Interconair AG., novembre 1977,  p. 33.